# Republika Subalpejska
Republika Subalpejska – krótko istniejąca republika utworzona w czerwcu 1802 roku na terytorium Piemontu. Republika została anektowana przez Francję we wrześniu 1802 roku razem z departamentami (gminami): Doire, Marengo, Pô, Sesia, Stura i Tanaro.